# الفرع السفلي من الشريان اللفائفي القولوني
الفرع السفلي من الشريان اللفائفي القولوني ‏ هو شريان يتفرعُ من شريان لفائفي قولوني.

## فروعه
يخرجُ منه الفروع التالية:
- فرع قولوني للشريان اللفائفي القولوني
- فرع لفائفي من شريان لفائفي قولوني
- شريان أعوري خلفي
- شريان أعوري أمامي
- شريان زائدي